# Craig Kelly
Craig Kelly (ur. 1 kwietnia 1966 w Granite City, zm. 20 stycznia 2003) – amerykański snowboardzista.

## Życiorys
Uważany za legendę snowboardingu i prekursora tzw. freeride'u. Karierę rozpoczął w 1981. Niedługo potem został czterokrotnym mistrzem świata w tej dyscyplinie i trzykrotnym mistrzem Stanów Zjednoczonych. Wniósł duży wkład w rozwój tej dziedziny sportu, zdobywając uznanie na całym świecie. Miał przydomek "mistrza stylu" i "ojca chrzestnego freeride'u". Był również nieoficjalnym "ambasadorem snowboardingu", przecierając górskie szlaki w krajach, w których nikt jeszcze nie słyszał o tej formie zjeżdżania. Jeździł m.in. w Japonii, Kazachstanie, Iranie i na Grenlandii. Współpracował z Jakiem Burtonem, promując tę markę oraz przyczyniając się do powstania wielu modeli snowboardu jak: The Mystery Air, The Craig Kelly Air, The CK Slopestyle, The Cascade.
Około połowy lat 90. wycofał się ze światowej sceny.
Wraz z partnerką Saviną Findley miał córkę Olivię. W tym czasie mniej jeździł, poświęcił się pieszej turystyce górskiej. Uzyskał certyfikat najwyższego stopnia w Canadian Avalanche Associations i stał się pierwszym w historii przewodnikiem górskim na snowboardzie w Związku Kanadyjskich Przewodników Górskich.
Zginął tragicznie w Kolumbii Brytyjskiej przy lodowcu Durranda w lawinie śnieżnej. Pełnił wtedy rolę przewodnika górskiego.